# Roger Boisjoly
Cet article court présente un sujet plus développé dans : Accident de la navette spatiale Challenger.
Roger Boisjoly, né à Lowell, Massachusetts, le 25 avril 1938, mort le 6 janvier 2012 à Nephi, dans l'Utah, est un ingénieur américain en aéronautique qui a travaillé pour Morton Thiokol, le fabricant des propulseurs d'appoint à poudre de la navette spatiale américaine.
En juillet 1985, il est à l'origine d'une note à sa hiérarchie concernant un défaut de conception des joints des propulseurs d'appoint à poudre de la navette spatiale, qui si elle était laissée sans réponse, pourrait conduire à une catastrophe au cours d'un décollage.
Une telle catastrophe s'est produite en 1986 lors de l'accident de la navette spatiale Challenger, tuant les sept membres de l'équipage.
Boisjoly avait tenté de faire annuler le lancement la veille, sans succès. Il est à ce titre considéré comme un lanceur d'alerte,.